# 제30회 청룡영화상
30회 청룡영화상(第30回 靑龍映畵賞)은 2009년 12월 2일 서울 여의도 KBS홀에서 열렸다. 봉준호 감독의 영화 《마더》가 작품상, 남우조연상(진구), 조명상 등 3관왕을 차지했다. 김명민과 하지원이 《내 사랑 내 곁에》로 각각 남녀주연상을 수상했다. 고 장진영에게 특별상이 수여되었다.

## 수상자(작) 리스트
| 부문              | 수상자(작)                  | 비고                      |
| ----------------- | --------------------------- | ------------------------- |
| 작품상            | 《마더》                    |                           |
| 남우주연상        | 김명민                      | 《내 사랑 내 곁에》       |
| 여우주연상        | 하지원                      | 《내 사랑 내 곁에》       |
| 감독상            | 김용화                      | 《국가대표》              |
| 특별상            | 장진영                      |                           |
| 남우조연상        | 진구                        | 《마더》                  |
| 여우조연상        | 김해숙                      | 《박쥐》                  |
| 신인감독상        | 강형철                      | 《과속스캔들》            |
| 신인남우상        | 양익준                      | 《똥파리》                |
| 신인여우상        | 김꽃비 박보영               | 《똥파리》 《과속스캔들》 |
| 기술상            | 한스 울릭 장성호 김희동     | 《해운대》                |
| 조명상            | 최철수 박동순               | 《마더》                  |
| 미술상            | 조화성 최현석               | 《그림자 살인》           |
| 음악상            | 조영욱                      | 《박쥐》                  |
| 촬영상            | 박현철                      | 《국가대표》              |
| 각본상            | 이용주                      | 《불신지옥》              |
| 최다 관객상       | 《해운대》                  |                           |
| 청정원 인기스타상 | 이병헌 하정우 하지원 최강희 |                           |
| 청정원 단편영화상 | 김한결                      | 《구경》                  |

## 시상식 정보
- 30회 청룡영화상 심사위원은 박정자(배우), 조혜정(수원대 교수), 조진희(숙명여대 교수), 한지승(영화감독), 김현석(영화감독), 강유정(영화평론가) 이응진PD(KBS 드라마 제작국장), 김형중(스포츠조선 연예사회팀 차장)이었다. 심사위원장은 부산국제영화제 김동호 집행위원장이 맡았다.[1]

- 이병헌은 KBS 2TV 드라마 《아이리스》촬영을 잠시 중단하고 시상식에 참석하여 인기스타상을 수상했다.[2]